# Féricy
 Féricy  es una población y comuna francesa, en la región de Isla de Francia, departamento de Sena y Marne, en el distrito de Melun y cantón de Le Châtelet-en-Brie.

## Demografía
| 371 | 350 | 386 | 404 | 475 | 506 |
| Para los censos de 1962 a 1999 la población legal corresponde a la población sin duplicidades (Fuente: INSEE [Consultar]) |     |     |     |     |     |